# Gli Invincibili: Alla conquista del potere
 Gli Invincibili: Alla conquista del potere è un romanzo storico di Andrea Frediani. È il primo romanzo di una quadrilogia chiamata Gli invincibili, che racconta la storia dell'ascesa al potere di Ottaviano Augusto, il primo imperatore romano.

## Trama
Giulio Cesare è stato appena ucciso, e subito si è scatenata una lotta feroce e sanguinosa per il potere assoluto. Ma sulla scena irrompe il giovanissimo Ottaviano, che Cesare, in modo del tutto imprevedibile, nel testamento ha indicato come suo erede. Ottaviano è solo un ragazzo, eppure è determinato a vendicare il padre adottivo. A sbarrargli la strada, però, ci sono i protagonisti di lungo corso della politica romana: Marco Antonio, Cicerone, Lepido, Bruto e Cassio. A ciò si aggiunga il fatto che nessuno tra i senatori e i patrizi punterebbe su di lui, giovane, gracile e inesperto. Ciò nonostante, l'erede legittimo non si dà per vinto e, dopo i primi insuccessi, raduna intorno a sé un gruppo di giovani altrettanto determinati: Mecenate, Agrippa e Rufo, a cui si aggiungono la sorella Ottavia e la liberta Etian; con loro forma una setta votata al culto della vendetta, con l'obiettivo di punire, uno dopo l'altro, tutti coloro che si sono macchiati del sangue di Cesare. E non solo: Ottaviano è ben determinato a sovvertire l'ordine costituito e a concludere ciò che Cesare aveva iniziato, cercando ora l'appoggio del suo più acerrimo nemico ora un pretesto per inimicarlo agli occhi del popolo. Tra i suoi progetti c'è quello di sottomettere i Parti, rafforzare i confini e formare un grande impero, sulla scia di quello del grande Alessandro Magno.

## Edizioni
- Andrea Frediani, Gli invincibili: Alla conquista del potere, Gli insuperabili, Newton Compton Editori, 2014,  p. 416, ISBN 9788854162266.